# Antonio Gabica
Antonio Gabica (* 2. Oktober 1972) ist ein philippinischer Poolbillardspieler. Er wurde 2013 Vize-Weltmeister im 9-Ball.

## Karriere
1999 gewann Gabica bei der Deutschen Meisterschaft die Silbermedaille im 9-Ball und Bronze im 14/1 endlos.
Vier Jahre später wurde er Dritter beim WPA World Tour-Turnier in Tokio.
Bei der 9-Ball-WM 2004 belegte er den 33. Platz, bei den US Open wurde er 2006 Siebter.
2007 verlor er im Finale der US Bar Table Championship gegen seinen Landsmann Warren Kiamco. Bei der 9-Ball-WM schied er in der Runde der Letzten 64 gegen Shane van Boening aus. Zuvor hatte Gabica die Philippines Open gewonnen, anschließend gewann er zudem die World 9-Ball Challenge.
2008 schied er sowohl bei der 8-Ball-WM, als auch bei der 10-Ball-WM in der Vorrunde aus und gewann den Mandaluyong Mayor’s Cup. Auf der Asian 9-Ball-Tour verlor er das Finale des dritten Turniers gegen den Taiwaner Chang Jung-lin, beim Saisonfinalturnier wurde er Fünfter. Bei den Japan Open 2008 wurde er Dritter, ebenso bei den Qatar International Open 2009. Bei den China Open erreichte er 2009 den 33. Platz, bei der 10-Ball-WM schied er erneut in der Vorrunde aus.
Im Achtelfinale der 8-Ball-WM 2010 verlor Gabica gegen seinen Landsmann Joven Alba, in der Runde der Letzten 64 der 9-Ball-WM gegen den Engländer Craig Osborne.
2011 belegte er bei der 10-Ball-WM den 33. Platz, im Achtelfinale der 9-Ball-WM verlor er gegen den Engländer Mark Gray. Bei den US Open erreichte er ebenfalls den 33. Platz.
2012 erreichte Gabica das Viertelfinale der 9-Ball-WM, 2013 verlor er erst im Finale gegen den Deutschen Thorsten Hohmann. 2014 verlor er im Achtelfinale gegen den Österreicher Albin Ouschan.